# Star Wars Episode II: Attack of the Clones (игра)
Star Wars Episode II: Attack of the Clones — видеоигра в жанре экшен по мотивам одноимённого кинофильма, созданная компанией «LucasArts» и выпущенная компанией «THQ» эксклюзивно для портативной игровой консоли Game Boy Advance в 2002 году. Игра была анонсирована в начале февраля 2002 года — компания THQ сообщила, что собирается выпустить игру для Game Boy Advance на основе сюжета фильма который будет выпущен в 2002 году.

## Игровой процесс
В течение 11 уровней игрок может играть за любого из 3-х главных героев фильма: Оби-Ван Кеноби, Мейс Винду и Энакин. Во время игры персонаж сразится с графом Дуку и Джанго Феттом, и побывает на Татуине, Корусанте и Джеонозисе(Геонозисе). Также Оби-Ван в одном уровне слышит голос Квай-Гона.

## Оценки
| Сводный рейтинг | Сводный рейтинг |
| Агрегатор       | Оценка          |
| --------------- | --------------- |
| GameRankings    | 38,87 %         |